# Балківці
Балкі́вці — село в Україні, у Мамалигівській сільській територіальній громаді Дністровського району Чернівецької області.

## Географія
У селі річка Бульвола впадає у річку Пацапуле.

## Історія
Село було засновано у 1454 році молдавським боярином. 
В 1769 році в селі збудована дерев'яна церква.
Перша школа в селі була збудована у 1886 році.
З 24 серпня 1991 року село входить до складу незалежної України.

## Населення
Станом на 1886 рік у власницькому селі Сталінештьської волості Хотинського повіту Бессарабської губернії мешкало 739 осіб, налічувалось 173 дворових господарства, існували православна церква та школа.
В 1930 р. мешкало 1716 осіб.
В 1989 р. — 1606, з яких 1541 визнали себе молдаванами. В 2007 р. — 1577 осіб.

### Мова
Розподіл населення за рідною мовою за даними перепису 2001 року:
| Мова       | Кількість | Відсоток |
| ---------- | --------- | -------- |
| румунська  | 1526      | 96.77%   |
| українська | 38        | 2.41%    |
| російська  | 11        | 0.69%    |
| білоруська | 2         | 0.13%    |
| Усього     | 1577      | 100%     |

## Інфраструктура

### Торгівля
У селі є міні-маркет Класік, а також магазини балківецького підприємця, який заснував їх у 2002

### Спорт
Най поширенішим видом спорту є футбол. Село має також команду ФК Балківці, яка виступає в чемпіонаті району з футболу.

### Освіта
На навчальний рік 2012/13 у школі нараховувалося близько 125 учнів.
З 1969 року посаду директора обійняв Саїнчук Уліян Антонович, який очолив будівництво нової середньої школи ІІ ступеня (її здано в експлуатацію у 1973 році). З 1975 року вона реорганізована на школу І-ІІІ ступенів. У 1987—1988 директором школи працювала Кока Євгенія Іванівна. З 1988 по 1999 рік школу очолювала Чубрей Олена Іванівна. З 1999 педколектив школи працював під керівництвом Урсакій Денії Володимирівні передавши естафету з 2005 року нинішньому директору — Болокану Олегу Олексійовичу.

## Галерея

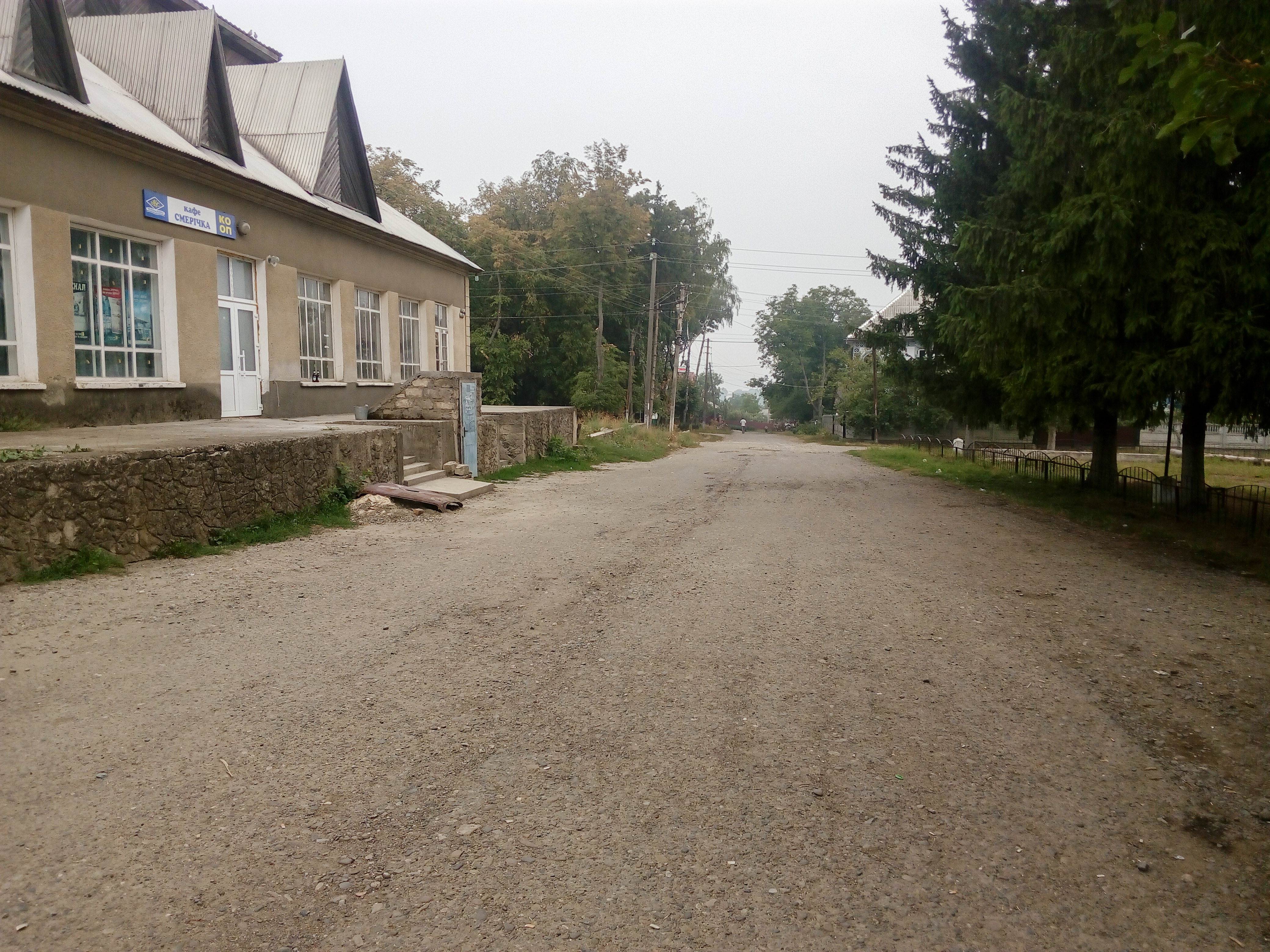
Кафе Смерічка
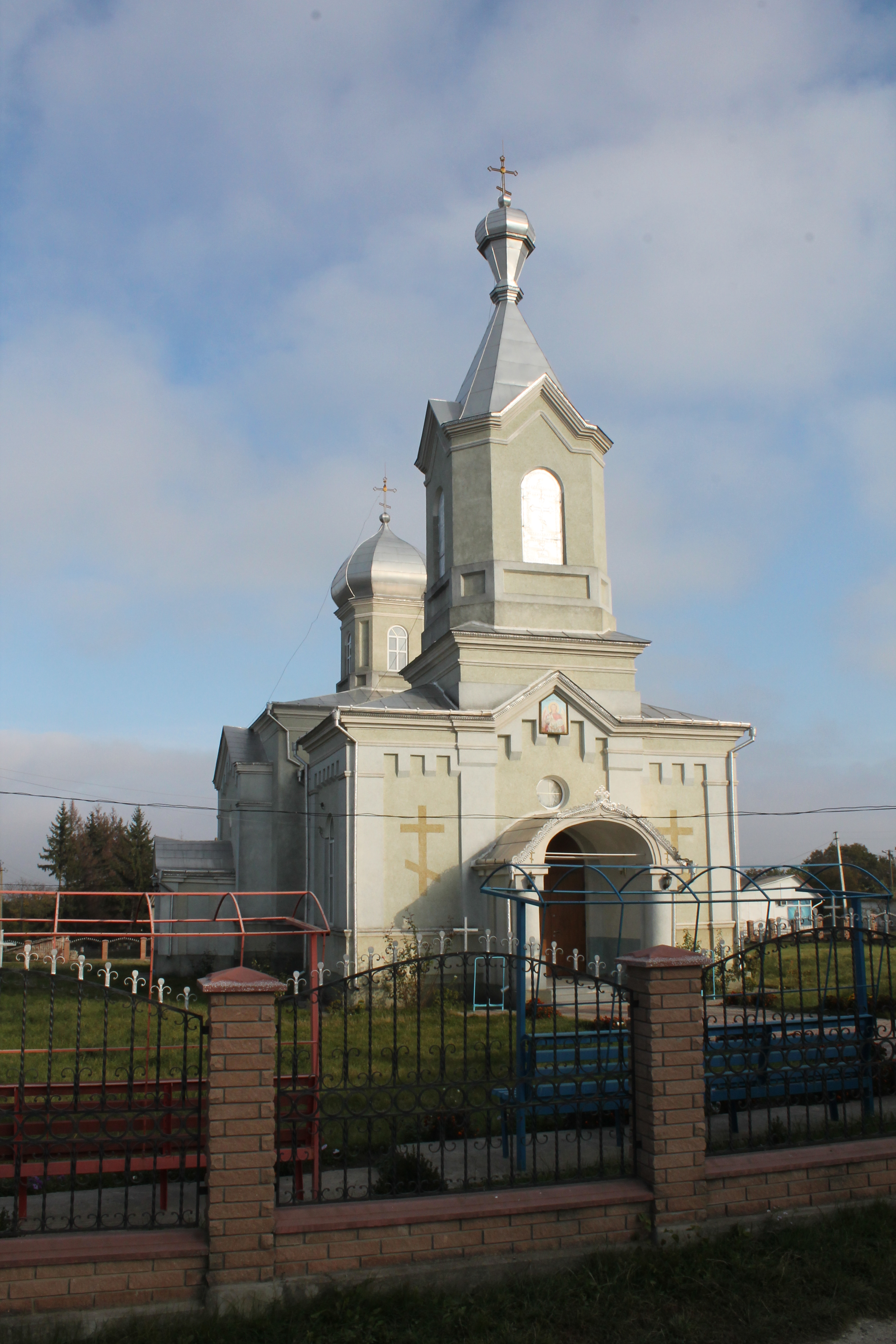
Михайлівська церква
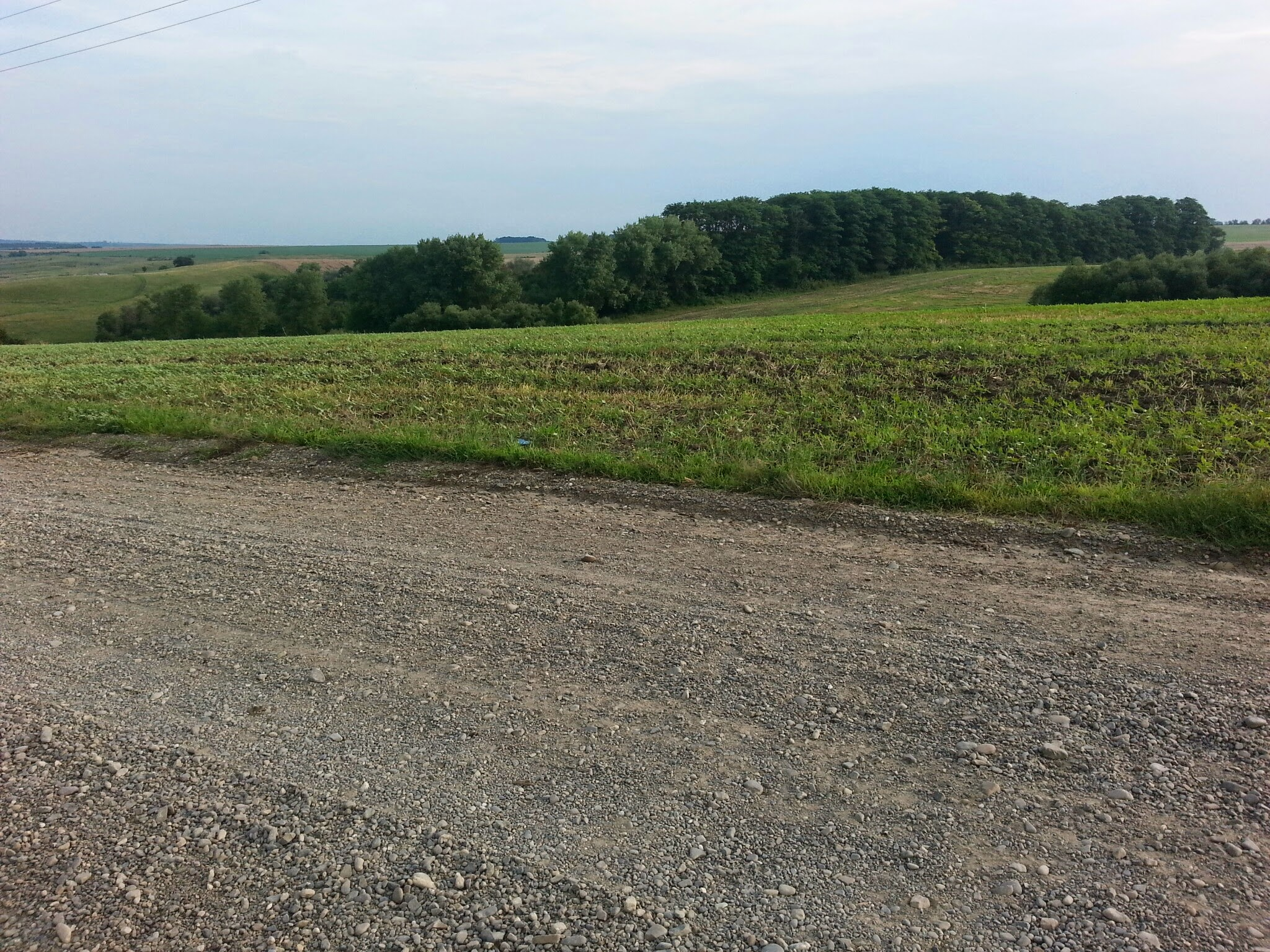
Гравійна дорога за селом